# Museo Pachamama (Amaicha del Valle)
El Museo Pachamama (también llamado La Casa de Piedra) está ubicado en la localidad tucumana de Amaicha del Valle. En él se exponen rasgos característicos de los Valles Calchaquíes. El museo fue diseñado por el pintor, escultor y artesano autodidacta Héctor Cruz.
El proyecto, del que no participaron arquitectos, llevó seis años hacerse realidad. Es parte de un proyecto de museos del mundo andino.

## Exposiciones
El museo está dividido en 4 salas de exposición, divididas en cuatro categorías: geología, etnología, tapices y pinturas, y un patio donde se puede observar un sinfín de esculturas.

### Las salas
- En la sala de geología se exhiben todos los minerales que se pueden encontrar en el suelo de la región, más una maqueta a escala de los Valles Calchaquíes.
- En la sección de etnología se pueden encontrar trabajos y esculturas de las diferentes culturas precolombinas de la región. También se pueden observar maquetas de las viviendas indígenas, vasijas y utensilios de la cultura Tafí –entre 600 al 200 a. C.–; herramientas de trabajo, vestimentas e instrumentos de música, presumiblemente usados como medio de comunicación a distancia.
- Las dos salas restantes muestran el arte de Héctor Cruz. Una de ellas muestra una colección de pinturas en diferentes estilos, y la otra tapices realizados con lana de los animales de la zona.

### El patio
El patio es similar a una fortaleza de piedra donde se pueden encontrar esculturas de la Pachamama (Madre Tierra), el Inti (dios Sol), Quilla (la diosa Luna), la víbora bicéfala de la cultura awada, el guerrero de la luna y la mesa de los 12 caciques entremezclados con cardones y cactus, típicos de la zona, todo realizadas con rocas de la región.

## Galería de imágenes

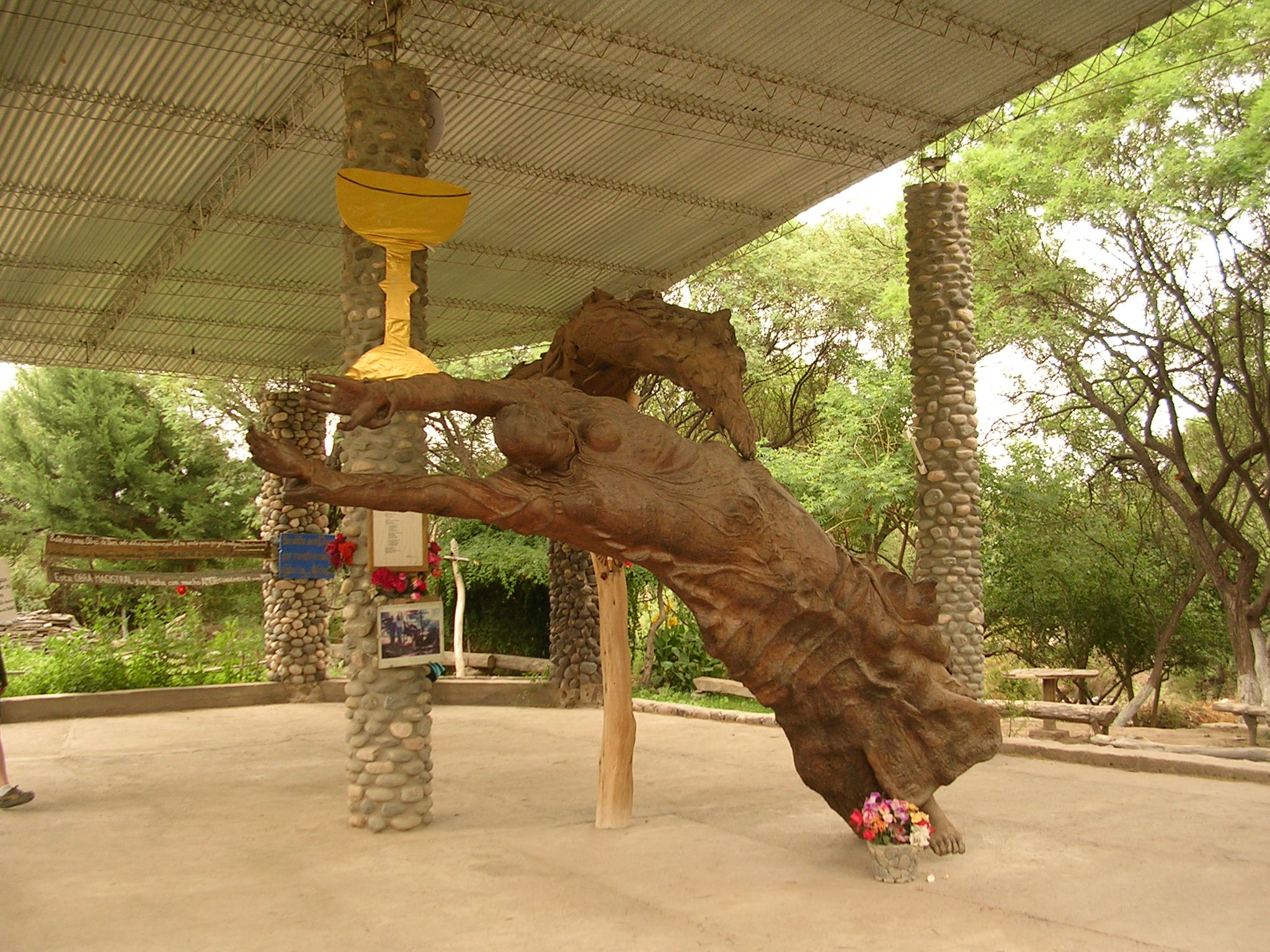
Virgen tallada no se encuentra en el museo. Se la conoce como "Virgen escultórica"
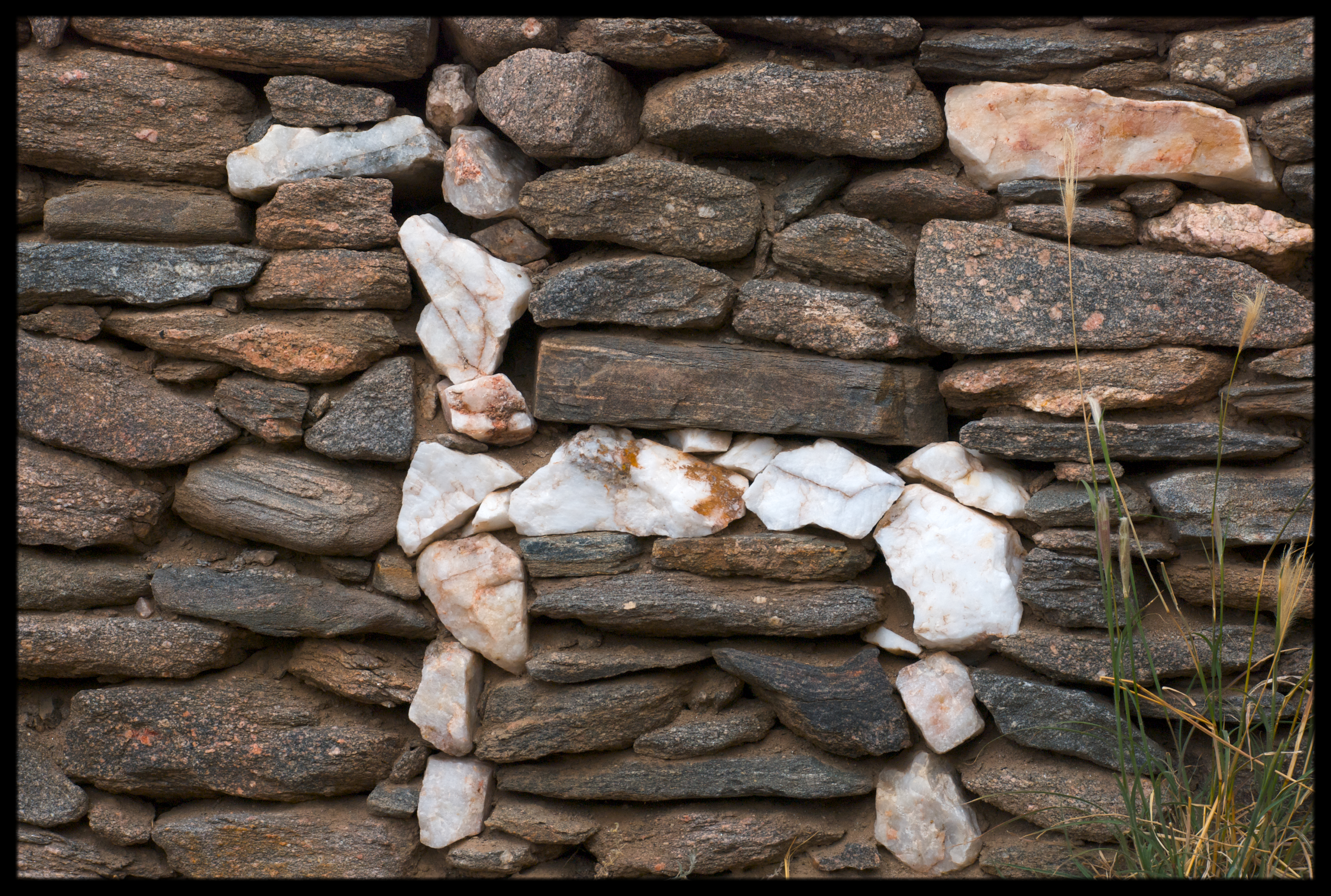
Llama creada con cuarzo.